# Christian von Ilow
Christian Freiherr von Ilow (auch Illow; * 1585 in der Neumark Brandenburg; † 25. Februar 1634 in Eger, Elbogener Kreis) war im Dreißigjährigen Krieg kaiserlicher Feldmarschall und Vertrauter Wallensteins. In dem historischen Drama der Trilogie Wallenstein von Friedrich Schiller tritt er unter dem Namen „Illo“ auf.

## Leben
Christian von Ilow war mit Anna Albertina, einer Tochter des Christoph II. Graf zu Fürstenberg und der Dorothea Freiin von Sternberg (Dorota Holická ze Šternberka, Tochter des Ottokar Holiczky Frhr. von Sternberg und der Anna Raupowsky von Raupow) aus deren dritter Ehe, verheiratet. Anna Albertina war Herrin der Burg Löschna (Lessna) in Mähren.
Seit Beginn des Dreißigjährigen Krieges 1618 stand Ilow im Dienst der Kaiserlichen Armee. Als Hauptmann geriet er am 10. Februar 1620 bei Langenlois in Niederösterreich in Gefangenschaft. Nach fünf Monaten konnte er zu den kaiserlichen Truppen zurückkehren und diente im Kürassierregiment des Herzogs Adolf von Schleswig-Holstein-Gottorf. In der Schlacht bei Stadtlohn am 6. August 1623 trug er zum Sieg Johann t’Serclaes von Tilly über Christian von Braunschweig bei.
Gleichzeitig mit seinem militärischen Aufstieg erwarb er ein Vermögen, das ihn befähigte, dem Kaiser Ferdinand II. 70.000 Gulden zu leihen. Als Gegenleistung wurde ihm vom Kaiser die westböhmische Herrschaft Mies pfandweise übertragen. Zudem erwarb Ilow weit unter Wert Grundbesitz enteigneter evangelisch-protestantischer Standesherren in Popowicz.
Bei der Anwerbung der Söldner der Kaiserlichen Armee durch den Oberbefehlshaber Wallenstein im Frühjahr 1625 übernahm er zunächst ohne dessen Zustimmung ein Holstein'sches Regiment. Trotzdem gehörte er später zu den Vertrauten Wallensteins, der seinen militärischen Aufstieg förderte. 1631 nahm Ilow an der Schlacht bei Breitenfeld teil.
Nachdem Wallenstein 1632 vom Kaiser neuerlich als Oberbefehlshaber eingesetzt worden war, gelang es Ilow endgültig, dessen Vertrauen zu erwerben. In ständiger Verbindung mit Wallenstein wurde er nun in rascher Folge Generalwachtmeister (Generalmajor) und Feldmarschallleutnant und kämpfte in Sachsen und Böhmen. Am 15. Dezember 1631 war er als Inhaber zweier Regimenter und als Oberst-Feldwachtmeister (Generalmajor) unter Hannibal von Schauenburg in Schlesien, wo er kurzzeitig das Kommando in Großglogau übernahm. 1633 wurde er Feldmarschall. Er unterstützte Wallenstein in seinen Überlegungen, sich als Herr des Herzogtum Friedland vom Kaiser abzuwenden und nach der böhmischen Königskrone zu streben. Als Wallenstein Anfang Januar schwankte und schwer erkrankt an Resignation dachte, war es nicht zuletzt Ilow, der ihn zum Weitermachen bewog. Auch der Pilsener Schluss, mit dem die Mehrheit der führenden Offiziere eine Treueerklärung für Wallenstein abgab, war Ilows Werk. Er begleitete danach den Feldherrn nach Eger. Dort wurde er, mit dem böhmischen Diplomaten Wilhelm Graf Kinsky, dem Feldmarschallleutnant Adam Erdmann Graf Trčka sowie dessen Adjutanten, Rittmeister Heinrich Niemann (Neumann), bei einem Festmahl des Festungskommandanten der Burg Eger, Oberst John Gordon, in der Mordnacht von Eger umgebracht. Anschließend folgte Wallensteins Ermordung im Haus des Bürgermeisters Pachelbel, am Marktplatz der Stadt.